# Meszno (województwo warmińsko-mazurskie)
Meszno (niem. Meschen) – wieś w Polsce położona w województwie warmińsko-mazurskim, w powiecie gołdapskim, w gminie Dubeninki.
W latach 1975–1998 miejscowość administracyjnie należała do województwa suwalskiego.
Inne miejscowości o nazwie Meszno: Meszno